# حصار شاباتس (1521)
وقع حصار شاباتس في 7 يوليو عام 1521 عندما غزا الأتراك العثمانيون قلعة شاباتس. 
في عام 1520 صعد سليمان القانوني إلى العرش. احتل العثمانيون بقيادة أحمد باشا قلعة شاباتس في 7 يوليو عام 1521.    قُتل جميع المدافعين عنها.  بعد فتحها قال سليمان إنها من المدن التي احتلها ويجب تحسينها.  أمر ببناء الأبراج حول القلعة وخندق مائي حولها مملوء بالماء من سافا.  أمضى سليمان عشرة أيام كاملة في سافا في شاباتس للإشراف على بناء الجسر العائم. 